# МАС Таборско
«Силон Та́борско» (чеш. FC Silon Táborsko) — чешский футбольный клуб из города Табор, выступающий в Футбольной национальной лиге. Клуб был основан в 2012 году, путём слияния клуба «Спартак МАС» из Сезимово-Усти и клуба «Табор». В июне 2011 года владелец «Спартака» выкупил права на команду «Табор» и в конце 2011 года клуб объявил, что с 2012 года два клуба объединяются, и далее будет выступать один клуб под названием «МАС Таборско».

## Выступление в чемпионате Чехии
| Сезон   | Лига/дивизион                | Уров. | Место | Кубок        |
| ------- | ---------------------------- | ----- | ----- | ------------ |
| 2011/12 | Вторая лига                  | 2     | 14    | 1/8 финала   |
| 2012/13 | Футбольная национальная лига | 2     | 12    | Второй раунд |
| 2013/14 | Футбольная национальная лига | 2     | 3     | Второй раунд |
| 2014/15 | Футбольная национальная лига | 2     | 6     | Третий раунд |
| 2015/16 | Футбольная национальная лига | 2     | 5     | Третий раунд |
| 2016/17 | Футбольная национальная лига | 2     | 10    | 1/8 финала   |
| 2017/18 | Футбольная национальная лига | 2     | 14    | Третий раунд |
| 2018/19 | Футбольная национальная лига | 2     | 15    | Третий раунд |
| 2019/20 | Богемская футбольная лига    | 3     | 1     | Второй раунд |
| 2020/21 | Fortuna национальная лига    | 2     | 11    | Третий раунд |
| 2021/22 | Fortuna национальная лига    | 2     | 8     | Первый раунд |
| 2022/23 | Fortuna национальная лига    | 2     | 7     | Третий раунд |
| 2023/24 | Fortuna национальная лига    | 2     | 3     | Второй раунд |
| 2024/25 | Chance национальная лига     | 2     | 4     | 1/8 финала   |